# Gormogons
La Antigua y Noble Orden de los Gormogons fue una sociedad secreta británica del siglo XVIII, cuya finalidad era burlarse de la masonería.

## Historicidad

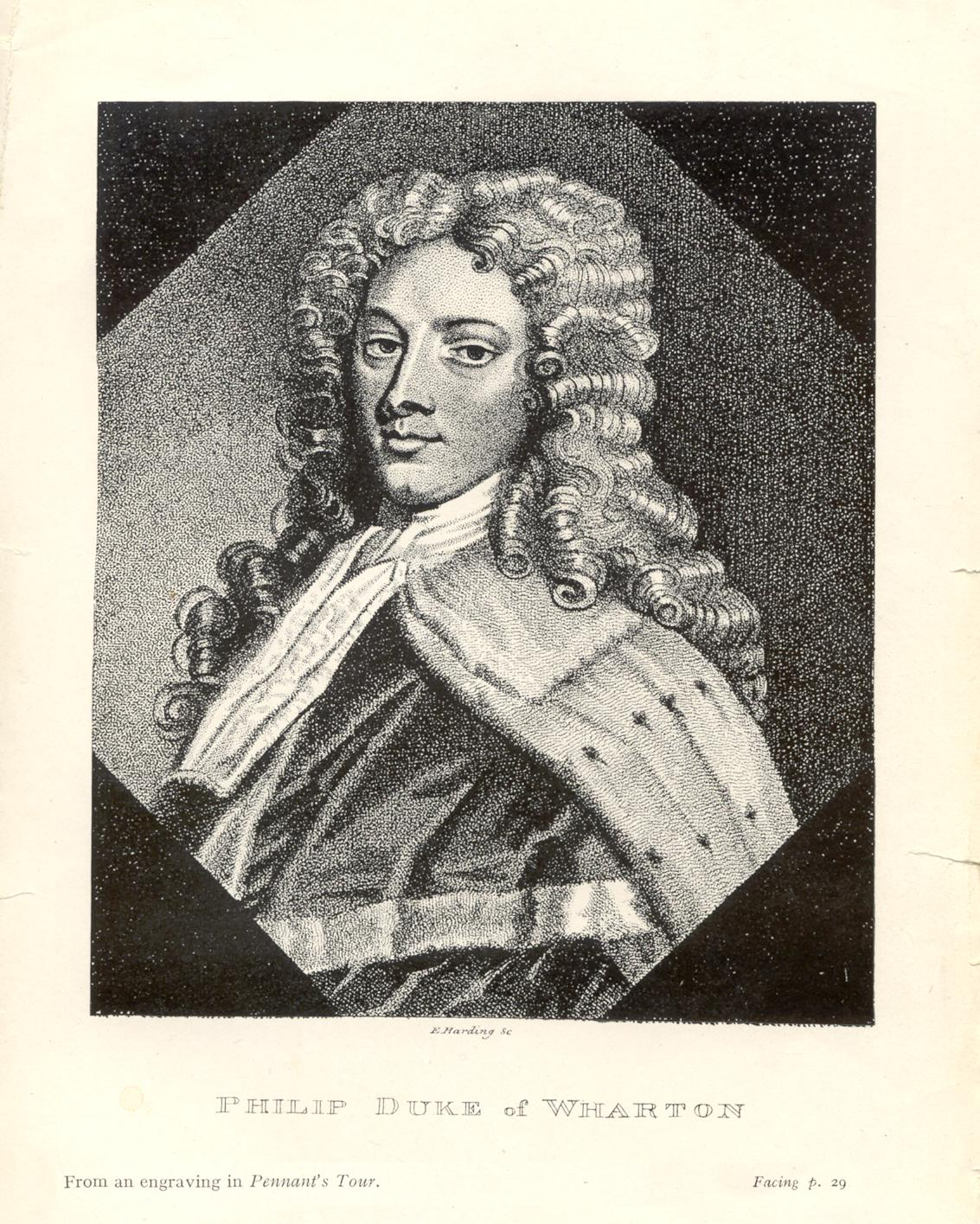
Philip, duque de Wharton.

Parodiando la antigüedad salomónica a que la masonería regular hace remontar su origen, la orden hizo remontar la suya a los primeros emperadores de la China.
La orden fue acusada de jacobismo. El primer gran maestro fue nombrado «Oecumenical Volgi»: Andrew Michael Ramsay de Escocia, un jacobita.
El origen de la palabra Gormogon, según el 1811 Dictionary of the Vulgar Tongue, refiere a un «monstruo con 6 ojos, 3 bocas, 4 brazos, 8 piernas (5 de un lado y 3 del otro), 3 anos y una vagina en la espalda».
Philip Wharton fue relacionado con la orden.